# Elezioni comunali in Abruzzo del 2014
Le elezioni comunali in Abruzzo del 2014 si sono svolte il 25 maggio (con ballottaggio l'8 giugno).

## Riepilogo sindaci eletti
Coalizione di centro-destra
     Coalizione di centro-sinistra
     Commissario straordinario
| Provincia | Comune       | Popolazione legale (censimento 2011) | Sindaco uscente | Sindaco uscente            | Sindaco eletto | Sindaco eletto             | Primo turno | Primo turno | Secondo turno | Secondo turno | Seggi   |
| Provincia | Comune       | Popolazione legale (censimento 2011) | Sindaco uscente | Sindaco uscente            | Sindaco eletto | Sindaco eletto             | Voti        | %           | Voti          | %             | Seggi   |
| --------- | ------------ | ------------------------------------ | --------------- | -------------------------- | -------------- | -------------------------- | ----------- | ----------- | ------------- | ------------- | ------- |
| Pescara   | Pescara      | 117 166                              |                 | Luigi Albore Mascia (PdL)  |                | Marco Alessandrini (PD)    | 29 749      | 43,00       | 29 699        | 66,34         | 20 / 32 |
| Pescara   | Montesilvano | 50 413                               |                 | Maria Pia De Rosa          |                | Francesco Maragno (FI)     | 12 148      | 43,98       | 9 536         | 53,65         | 15 / 24 |
| Teramo    | Teramo       | 54 294                               |                 | Maurizio Brucchi (PdL)     |                | Maurizio Brucchi (FI)      | 16 770      | 49,77       | 13 616        | 51,52         | 20 / 32 |
| Teramo    | Giulianova   | 23 199                               |                 | Francesco Mastromauro (PD) |                | Francesco Mastromauro (PD) | 5 973       | 42,17       | 6 114         | 62,77         | 10 / 16 |
| Teramo    | Silvi        | 15 401                               |                 | Gaetano Vallescura (Ind.)  |                | Francesco Comignani (PD)   | 2 769       | 31,29       | 3 581         | 53,34         | 10 / 16 |

## Provincia di Pescara

### Pescara
| Candidati                                | Candidati                     | II turno             | II turno            | I turno | I turno | Liste                                                                         | Voti   | %     | Seggi |
| Candidati                                | Candidati                     | Voti                 | %                   | Voti    | %       | Liste                                                                         | Voti   | %     | Seggi |
| ---------------------------------------- | ----------------------------- | -------------------- | ------------------- | ------- | ------- | ----------------------------------------------------------------------------- | ------ | ----- | ----- |
|                                          | Marco Alessandrini ✔️ Sindaco | 29 699               | 66,34               | 29 797  | 43,00   | Partito Democratico                                                           | 16 161 | 23,85 | 12    |
| Scegli Pescara                           | Marco Alessandrini ✔️ Sindaco | 29 699               | 66,34               | 29 797  | 43,00   | 3 228                                                                         | 4,76   | 2     |       |
| Sinistra Ecologia Libertà                | Marco Alessandrini ✔️ Sindaco | 29 699               | 66,34               | 29 797  | 43,00   | 2 657                                                                         | 3,92   | 2     |       |
| Liberali - Centro Democratico - Popolari | Marco Alessandrini ✔️ Sindaco | 29 699               | 66,34               | 29 797  | 43,00   | 2 634                                                                         | 3,89   | 2     |       |
| Pescara Insieme Bene Comune              | Marco Alessandrini ✔️ Sindaco | 29 699               | 66,34               | 29 797  | 43,00   | 2 627                                                                         | 3,88   | 1     |       |
| Persone Comuni per Pescara               | Marco Alessandrini ✔️ Sindaco | 29 699               | 66,34               | 29 797  | 43,00   | 1 548                                                                         | 2,28   | 1     |       |
| Totale liste                             | Marco Alessandrini ✔️ Sindaco | 29 699               | 66,34               | 29 797  | 43,00   | 28 855                                                                        | 42,58  | 20    |       |
|                                          | Luigi Albore Mascia           | 15 072               | 33,66               | 15 821  | 22,83   | Forza Italia                                                                  | 11 186 | 16,51 | 4     |
| Pescara Futura                           | Luigi Albore Mascia           | 15 072               | 33,66               | 15 821  | 22,83   | 3 599                                                                         | 5,31   | 1     |       |
| Fratelli d'Italia - Alleanza Nazionale   | Luigi Albore Mascia           | 15 072               | 33,66               | 15 821  | 22,83   | 1 613                                                                         | 2,38   | –     |       |
| Seggio di coalizione                     | Seggio di coalizione          | Seggio di coalizione | 33,66               | 15 821  | 22,83   | 1                                                                             |        |       |       |
| Totale liste                             | Luigi Albore Mascia           | 15 072               | 33,66               | 15 821  | 22,83   | 16 398                                                                        | 24,20  | 5     |       |
|                                          | Enrica Sabatini               | Enrica Sabatini      | Enrica Sabatini     | 11 152  | 16,09   | Movimento 5 Stelle                                                            | 10 260 | 15,14 | 2     |
| Seggio di coalizione                     | Seggio di coalizione          | Seggio di coalizione | Enrica Sabatini     | 11 152  | 16,09   | 1                                                                             |        |       |       |
|                                          | Guerino Testa                 | Guerino Testa        | Guerino Testa       | 8 335   | 12,03   | Nuovo Centrodestra (A)                                                        | 4 939  | 7,29  | 2     |
| Pescara in Testa (B)                     | Guerino Testa                 | Guerino Testa        | Guerino Testa       | 8 335   | 12,03   | 2 061                                                                         | 3,04   | –     |       |
| Rinascita Popolare (C)                   | Guerino Testa                 | Guerino Testa        | Guerino Testa       | 8 335   | 12,03   | 607                                                                           | 0,90   | –     |       |
| Unione di Centro (D)                     | Guerino Testa                 | Guerino Testa        | Guerino Testa       | 8 335   | 12,03   | 270                                                                           | 0,40   | –     |       |
| Seggio di coalizione                     | Seggio di coalizione          | Seggio di coalizione | Guerino Testa       | 8 335   | 12,03   | 1                                                                             |        |       |       |
| Totale liste                             | Guerino Testa                 | Guerino Testa        | Guerino Testa       | 8 335   | 12,03   | 7 877                                                                         | 11,62  | 2     |       |
|                                          | Roberto De Camillis           | Roberto De Camillis  | Roberto De Camillis | 1 381   | 1,99    | De Camillis Sindaco                                                           | 734    | 1,08  | –     |
| Difendere Pescara                        | Roberto De Camillis           | Roberto De Camillis  | Roberto De Camillis | 1 381   | 1,99    | 470                                                                           | 0,69   | –     |       |
| Progetto Pescara                         | Roberto De Camillis           | Roberto De Camillis  | Roberto De Camillis | 1 381   | 1,99    | 326                                                                           | 0,48   | –     |       |
| Totale liste                             | Roberto De Camillis           | Roberto De Camillis  | Roberto De Camillis | 1 381   | 1,99    | 1 530                                                                         | 2,26   | –     |       |
|                                          | Loredana Di Paola             | Loredana Di Paola    | Loredana Di Paola   | 1 168   | 1,69    | L'Altra Città                                                                 | 1 195  | 1,76  | –     |
|                                          | Florio Corneli                | Florio Corneli       | Florio Corneli      | 732     | 1,06    | Pescara a Colori - Abruzzo Civico                                             | 785    | 1,16  | –     |
|                                          | Vincenzo Serraiocco           | Vincenzo Serraiocco  | Vincenzo Serraiocco | 493     | 0,71    | Serraiocco Sindaco (Cattolici Democratici - Movimento Naturale - Insieme) (E) | 466    | 0,69  | –     |
|                                          | Alessio Di Carlo              | Alessio Di Carlo     | Alessio Di Carlo    | 411     | 0,59    | La Grande Pescara                                                             | 398    | 0,59  | –     |
| Totale                                   | Totale                        | 44 771               | 100                 | 69 290  | 100     |                                                                               | 67 764 | 100   | 32    |
|                                          |                               |                      |                     |         |         |                                                                               |        |       |       |
| Schede bianche                           | Schede bianche                | 244                  | 0,53                | 1 112   | 1,53    |                                                                               |        |       |       |
| Schede nulle                             | Schede nulle                  | 723                  | 1,58                | 2 353   | 3,23    |                                                                               |        |       |       |
| Votanti                                  | Votanti                       | 45 738               | 44,17               | 72 755  | 70,25   |                                                                               |        |       |       |
| Elettori                                 | Elettori                      | 103 559              |                     | 103 559 |         |                                                                               |        |       |       |
|                                          |                               |                      |                     |         |         |                                                                               |        |       |       |
| Fonte: Ministero dell'interno            |                               |                      |                     |         |         |                                                                               |        |       |       |

- Le liste contrassegnate con le lettere A, B, C, D ed E sono apparentate al secondo turno con il candidato sindaco Luigi Albore Mascia.

### Montesilvano
| Candidati                              | Candidati                     | II turno                      | II turno                      | I turno | I turno | Liste                         | Voti   | %     | Seggi |
| Candidati                              | Candidati                     | Voti                          | %                             | Voti    | %       | Liste                         | Voti   | %     | Seggi |
| -------------------------------------- | ----------------------------- | ----------------------------- | ----------------------------- | ------- | ------- | ----------------------------- | ------ | ----- | ----- |
|                                        | Francesco Maragno ✔️ Sindaco  | 9 536                         | 53,65                         | 12 148  | 43,98   | Forza Italia                  | 4 905  | 18,14 | 7     |
| Nuovo Centrodestra - Unione di Centro  | Francesco Maragno ✔️ Sindaco  | 9 536                         | 53,65                         | 12 148  | 43,98   | 2 179                         | 8,06   | 3     |       |
| Montesilvano in Comune                 | Francesco Maragno ✔️ Sindaco  | 9 536                         | 53,65                         | 12 148  | 43,98   | 2 169                         | 8,02   | 3     |       |
| Montesilvano Futura                    | Francesco Maragno ✔️ Sindaco  | 9 536                         | 53,65                         | 12 148  | 43,98   | 1 593                         | 5,89   | 2     |       |
| Progetto Montesilvano                  | Francesco Maragno ✔️ Sindaco  | 9 536                         | 53,65                         | 12 148  | 43,98   | 670                           | 2,48   | –     |       |
| Fratelli d'Italia - Alleanza Nazionale | Francesco Maragno ✔️ Sindaco  | 9 536                         | 53,65                         | 12 148  | 43,98   | 579                           | 2,14   | –     |       |
| Vita di Quartiere                      | Francesco Maragno ✔️ Sindaco  | 9 536                         | 53,65                         | 12 148  | 43,98   | 293                           | 1,08   | –     |       |
| Totale liste                           | Francesco Maragno ✔️ Sindaco  | 9 536                         | 53,65                         | 12 148  | 43,98   | 12 388                        | 45,82  | 15    |       |
|                                        | Lino Ruggero                  | 8 237                         | 46,35                         | 8 103   | 29,34   | Partito Democratico           | 4 346  | 16,07 | 3     |
| Abruzzo Civico                         | Lino Ruggero                  | 8 237                         | 46,35                         | 8 103   | 29,34   | 1 857                         | 6,87   | 1     |       |
| Montesilvano Democratica               | Lino Ruggero                  | 8 237                         | 46,35                         | 8 103   | 29,34   | 1 585                         | 5,86   | 1     |       |
| Scegli Montesilvano                    | Lino Ruggero                  | 8 237                         | 46,35                         | 8 103   | 29,34   | 188                           | 0,70   | –     |       |
| Seggio di coalizione                   | Seggio di coalizione          | Seggio di coalizione          | 46,35                         | 8 103   | 29,34   | 1                             |        |       |       |
| Totale liste                           | Lino Ruggero                  | 8 237                         | 46,35                         | 8 103   | 29,34   | 7 976                         | 29,50  | 5     |       |
|                                        | Manuel Anelli                 | Manuel Anelli                 | Manuel Anelli                 | 5 321   | 19,27   | Movimento 5 Stelle            | 4 817  | 17,82 | 2     |
| Seggio di coalizione                   | Seggio di coalizione          | Seggio di coalizione          | Manuel Anelli                 | 5 321   | 19,27   | 1                             |        |       |       |
|                                        | Attilio Di Mattia             | Attilio Di Mattia             | Attilio Di Mattia             | 1 156   | 4,19    | Montesilvano che Vogliamo (A) | 1 074  | 3,97  | –     |
|                                        | Lorenzo Colazzilli            | Lorenzo Colazzilli            | Lorenzo Colazzilli            | 671     | 2,43    | L'Altra Città                 | 627    | 2,32  | –     |
|                                        | Marco Aurelio Getulio Forconi | Marco Aurelio Getulio Forconi | Marco Aurelio Getulio Forconi | 221     | 0,80    | Forza Nuova                   | 157    | 0,58  | –     |
| Totale                                 | Totale                        | 17 773                        | 100                           | 27 620  | 100     |                               | 27 039 | 100   | 24    |
|                                        |                               |                               |                               |         |         |                               |        |       |       |
| Schede bianche                         | Schede bianche                | 116                           | 0,63                          | 455     | 1,57    |                               |        |       |       |
| Schede nulle                           | Schede nulle                  | 404                           | 2,21                          | 815     | 2,82    |                               |        |       |       |
| Votanti                                | Votanti                       | 18 293                        | 44,09                         | 28 890  | 69,63   |                               |        |       |       |
| Elettori                               | Elettori                      | 41 492                        |                               | 41 492  |         |                               |        |       |       |
|                                        |                               |                               |                               |         |         |                               |        |       |       |
| Fonte: Ministero dell'interno          |                               |                               |                               |         |         |                               |        |       |       |

- La lista contrassegnata con la lettera A è apparentata al secondo turno con il candidato sindaco Lino Ruggero.

## Provincia di Teramo

### Teramo
| Candidati                     | Candidati                   | II turno             | II turno          | I turno | I turno | Liste                                | Voti   | %     | Seggi |
| Candidati                     | Candidati                   | Voti                 | %                 | Voti    | %       | Liste                                | Voti   | %     | Seggi |
| ----------------------------- | --------------------------- | -------------------- | ----------------- | ------- | ------- | ------------------------------------ | ------ | ----- | ----- |
|                               | Maurizio Brucchi ✔️ Sindaco | 13 616               | 51,52             | 16 770  | 49,77   | Futuro In                            | 5 638  | 17,11 | 7     |
| Nuovo Centrodestra            | Maurizio Brucchi ✔️ Sindaco | 13 616               | 51,52             | 16 770  | 49,77   | 3 854                                | 11,69  | 4     |       |
| Forza Italia                  | Maurizio Brucchi ✔️ Sindaco | 13 616               | 51,52             | 16 770  | 49,77   | 2 485                                | 7,54   | 3     |       |
| Al Centro per Teramo          | Maurizio Brucchi ✔️ Sindaco | 13 616               | 51,52             | 16 770  | 49,77   | 2 257                                | 6,85   | 2     |       |
| Popolari per Teramo           | Maurizio Brucchi ✔️ Sindaco | 13 616               | 51,52             | 16 770  | 49,77   | 2 125                                | 6,45   | 2     |       |
| Insieme per Te                | Maurizio Brucchi ✔️ Sindaco | 13 616               | 51,52             | 16 770  | 49,77   | 1 930                                | 5,86   | 2     |       |
| Totale liste                  | Maurizio Brucchi ✔️ Sindaco | 13 616               | 51,52             | 16 770  | 49,77   | 18 289                               | 55,49  | 20    |       |
|                               | Manola Di Pasquale          | 12 812               | 48,48             | 8 465   | 25,12   | Partito Democratico                  | 5 455  | 16,55 | 5     |
| Teramo Cambia                 | Manola Di Pasquale          | 12 812               | 48,48             | 8 465   | 25,12   | 2 244                                | 6,81   | 2     |       |
| Seggio di coalizione          | Seggio di coalizione        | Seggio di coalizione | 48,48             | 8 465   | 25,12   | 1                                    |        |       |       |
| Totale liste                  | Manola Di Pasquale          | 12 812               | 48,48             | 8 465   | 25,12   | 7 699                                | 23,36  | 7     |       |
|                               | Fabio Berardini             | Fabio Berardini      | Fabio Berardini   | 2 784   | 8,26    | Movimento 5 Stelle                   | 2 513  | 7,62  | 1     |
| Seggio di coalizione          | Seggio di coalizione        | Seggio di coalizione | Fabio Berardini   | 2 784   | 8,26    | 1                                    |        |       |       |
|                               | Gianluca Pomante            | Gianluca Pomante     | Gianluca Pomante  | 2 580   | 7,66    | Finalmente Pomante                   | 1 950  | 5,92  | 1     |
| Seggio di coalizione          | Seggio di coalizione        | Seggio di coalizione | Gianluca Pomante  | 2 580   | 7,66    | 1                                    |        |       |       |
|                               | Graziella Cordone           | Graziella Cordone    | Graziella Cordone | 1 374   | 4,08    | Sinistra Partecipattiva (SEL - PdCI) | 512    | 1,55  | –     |
| Città di Virtù                | Graziella Cordone           | Graziella Cordone    | Graziella Cordone | 1 374   | 4,08    | 481                                  | 1,46   | –     |       |
| Totale liste                  | Graziella Cordone           | Graziella Cordone    | Graziella Cordone | 1 374   | 4,08    | 993                                  | 3,01   | –     |       |
|                               | Berardo Rabbuffo            | Berardo Rabbuffo     | Berardo Rabbuffo  | 864     | 2,56    | Libera Teramo                        | 490    | 1,49  | –     |
| Centro Democratico - Liberali | Berardo Rabbuffo            | Berardo Rabbuffo     | Berardo Rabbuffo  | 864     | 2,56    | 268                                  | 0,81   | –     |       |
| Totale liste                  | Berardo Rabbuffo            | Berardo Rabbuffo     | Berardo Rabbuffo  | 864     | 2,56    | 758                                  | 2,30   | –     |       |
|                               | Giorgio Giannella           | Giorgio Giannella    | Giorgio Giannella | 857     | 2,54    | Prospettiva Comune                   | 762    | 2,31  | –     |
| Totale                        | Totale                      | 26 428               | 100               | 33 694  | 100     |                                      | 32 959 | 100   | 32    |
|                               |                             |                      |                   |         |         |                                      |        |       |       |
| Schede bianche                | Schede bianche              | 171                  | 0,63              | 437     | 1,24    |                                      |        |       |       |
| Schede nulle                  | Schede nulle                | 467                  | 1,73              | 1 083   | 3,08    |                                      |        |       |       |
| Votanti                       | Votanti                     | 27 066               | 57,07             | 35 214  | 74,24   |                                      |        |       |       |
| Elettori                      | Elettori                    | 47 430               |                   | 47 430  |         |                                      |        |       |       |
|                               |                             |                      |                   |         |         |                                      |        |       |       |
| Fonte: Ministero dell'interno |                             |                      |                   |         |         |                                      |        |       |       |

### Giulianova
| Candidati                              | Candidati                        | II turno                        | II turno                        | I turno | I turno | Liste                    | Voti   | %     | Seggi |
| Candidati                              | Candidati                        | Voti                            | %                               | Voti    | %       | Liste                    | Voti   | %     | Seggi |
| -------------------------------------- | -------------------------------- | ------------------------------- | ------------------------------- | ------- | ------- | ------------------------ | ------ | ----- | ----- |
|                                        | Francesco Mastromauro ✔️ Sindaco | 6 114                           | 62,77                           | 5 973   | 42,17   | Partito Democratico      | 3 021  | 22,26 | 5     |
| Per Francesco Mastromauro              | Francesco Mastromauro ✔️ Sindaco | 6 114                           | 62,77                           | 5 973   | 42,17   | 1 552                    | 11,44  | 3     |       |
| Al Centro della Città                  | Francesco Mastromauro ✔️ Sindaco | 6 114                           | 62,77                           | 5 973   | 42,17   | 637                      | 4,69   | 1     |       |
| Centro Civico Giuliese                 | Francesco Mastromauro ✔️ Sindaco | 6 114                           | 62,77                           | 5 973   | 42,17   | 582                      | 4,29   | 1     |       |
| Sinistra Unita per Giulianova          | Francesco Mastromauro ✔️ Sindaco | 6 114                           | 62,77                           | 5 973   | 42,17   | 289                      | 2,13   | –     |       |
| Totale liste                           | Francesco Mastromauro ✔️ Sindaco | 6 114                           | 62,77                           | 5 973   | 42,17   | 6 081                    | 44,81  | 10    |       |
|                                        | Fabrizio Retko                   | 3 626                           | 37,23                           | 2 107   | 14,88   | Linea Retta              | 757    | 5,58  | 1     |
| Giulianova per Fabrizio Retko          | Fabrizio Retko                   | 3 626                           | 37,23                           | 2 107   | 14,88   | 640                      | 4,72   | –     |       |
| Fratelli d'Italia - Alleanza Nazionale | Fabrizio Retko                   | 3 626                           | 37,23                           | 2 107   | 14,88   | 463                      | 3,41   | –     |       |
| Seggio di coalizione                   | Seggio di coalizione             | Seggio di coalizione            | 37,23                           | 2 107   | 14,88   | 1                        |        |       |       |
| Totale liste                           | Fabrizio Retko                   | 3 626                           | 37,23                           | 2 107   | 14,88   | 1 860                    | 13,71  | 1     |       |
|                                        | Franco Arboretti Giancristofaro  | Franco Arboretti Giancristofaro | Franco Arboretti Giancristofaro | 1 929   | 13,62   | Franco Arboretti Sindaco | 825    | 6,08  | –     |
| Il Cittadino Governante                | Franco Arboretti Giancristofaro  | Franco Arboretti Giancristofaro | Franco Arboretti Giancristofaro | 1 929   | 13,62   | 801                      | 5,90   | –     |       |
| Seggio di coalizione                   | Seggio di coalizione             | Seggio di coalizione            | Franco Arboretti Giancristofaro | 1 929   | 13,62   | 1                        |        |       |       |
| Totale liste                           | Franco Arboretti Giancristofaro  | Franco Arboretti Giancristofaro | Franco Arboretti Giancristofaro | 1 929   | 13,62   | 1 626                    | 11,98  | –     |       |
|                                        | Margherita Trifoni               | Margherita Trifoni              | Margherita Trifoni              | 1 444   | 10,20   | Movimento 5 Stelle       | 1 353  | 9,97  | –     |
| Seggio di coalizione                   | Seggio di coalizione             | Seggio di coalizione            | Margherita Trifoni              | 1 444   | 10,20   | 1                        |        |       |       |
|                                        | Laura Ciafardoni                 | Laura Ciafardoni                | Laura Ciafardoni                | 1 039   | 7,34    | Forza Italia             | 680    | 5,01  | –     |
| Nuovo Centrodestra - Unione di Centro  | Laura Ciafardoni                 | Laura Ciafardoni                | Laura Ciafardoni                | 1 039   | 7,34    | 350                      | 2,58   | –     |       |
| Seggio di coalizione                   | Seggio di coalizione             | Seggio di coalizione            | Laura Ciafardoni                | 1 039   | 7,34    | 1                        |        |       |       |
| Totale liste                           | Laura Ciafardoni                 | Laura Ciafardoni                | Laura Ciafardoni                | 1 039   | 7,34    | 1 030                    | 7,59   | –     |       |
|                                        | Gianluca Antelli                 | Gianluca Antelli                | Gianluca Antelli                | 881     | 6,22    | Giulianova Rinasce       | 560    | 4,13  | –     |
| Forza Giulianova                       | Gianluca Antelli                 | Gianluca Antelli                | Gianluca Antelli                | 881     | 6,22    | 287                      | 2,11   | –     |       |
| Seggio di coalizione                   | Seggio di coalizione             | Seggio di coalizione            | Gianluca Antelli                | 881     | 6,22    | 1                        |        |       |       |
| Totale liste                           | Gianluca Antelli                 | Gianluca Antelli                | Gianluca Antelli                | 881     | 6,22    | 847                      | 6,24   | –     |       |
|                                        | Nino Bertoni                     | Nino Bertoni                    | Nino Bertoni                    | 790     | 5,58    | Gente in Comune          | 774    | 5,70  | –     |
| Totale                                 | Totale                           | 9 740                           | 100                             | 14 163  | 100     |                          | 13 571 | 100   | 16    |
|                                        |                                  |                                 |                                 |         |         |                          |        |       |       |
| Schede bianche                         | Schede bianche                   | 95                              | 0,95                            | 207     | 1,39    |                          |        |       |       |
| Schede nulle                           | Schede nulle                     | 171                             | 1,71                            | 493     | 3,32    |                          |        |       |       |
| Votanti                                | Votanti                          | 10 006                          | 47,37                           | 14 863  | 70,37   |                          |        |       |       |
| Elettori                               | Elettori                         | 21 122                          |                                 | 21 122  |         |                          |        |       |       |
|                                        |                                  |                                 |                                 |         |         |                          |        |       |       |
| Fonte: Ministero dell'interno          |                                  |                                 |                                 |         |         |                          |        |       |       |

### Silvi
| Candidati                              | Candidati                      | II turno             | II turno            | I turno | I turno | Liste               | Voti  | %     | Seggi |
| Candidati                              | Candidati                      | Voti                 | %                   | Voti    | %       | Liste               | Voti  | %     | Seggi |
| -------------------------------------- | ------------------------------ | -------------------- | ------------------- | ------- | ------- | ------------------- | ----- | ----- | ----- |
|                                        | Francesco Comignani ✔️ Sindaco | 3 581                | 53,34               | 2 769   | 31,29   | Partito Democratico | 1 213 | 14,44 | 5     |
| La tua Silvi Democratica               | Francesco Comignani ✔️ Sindaco | 3 581                | 53,34               | 2 769   | 31,29   | 953                 | 11,35 | 3     |       |
| Silvi 2024                             | Francesco Comignani ✔️ Sindaco | 3 581                | 53,34               | 2 769   | 31,29   | 643                 | 7,65  | 2     |       |
| Totale liste                           | Francesco Comignani ✔️ Sindaco | 3 581                | 53,34               | 2 769   | 31,29   | 2 809               | 33,44 | 10    |       |
|                                        | Enrico Marini                  | 3 132                | 46,66               | 2 576   | 29,11   | Uniti per Silvi     | 1 000 | 11,90 | 1     |
| Nuovo Centrodestra                     | Enrico Marini                  | 3 132                | 46,66               | 2 576   | 29,11   | 843                 | 10,04 | 1     |       |
| Fratelli d'Italia - Alleanza Nazionale | Enrico Marini                  | 3 132                | 46,66               | 2 576   | 29,11   | 571                 | 6,80  | –     |       |
| Seggio di coalizione                   | Seggio di coalizione           | Seggio di coalizione | 46,66               | 2 576   | 29,11   | 1                   |       |       |       |
| Totale liste                           | Enrico Marini                  | 3 132                | 46,66               | 2 576   | 29,11   | 2 414               | 28,74 | 2     |       |
|                                        | Michele Cassone                | Michele Cassone      | Michele Cassone     | 1 759   | 19,88   | Silvi Bellissima    | 1 183 | 14,08 | 1     |
| Insieme per Silvi                      | Michele Cassone                | Michele Cassone      | Michele Cassone     | 1 759   | 19,88   | 281                 | 3,35  | –     |       |
| Seggio di coalizione                   | Seggio di coalizione           | Seggio di coalizione | Michele Cassone     | 1 759   | 19,88   | 1                   |       |       |       |
| Totale liste                           | Michele Cassone                | Michele Cassone      | Michele Cassone     | 1 759   | 19,88   | 1 464               | 17,43 | 1     |       |
|                                        | Ferruccio Benvenuti            | Ferruccio Benvenuti  | Ferruccio Benvenuti | 1 013   | 11,45   | Forza Italia        | 691   | 8,23  | –     |
| Benvenuti a Silvi                      | Ferruccio Benvenuti            | Ferruccio Benvenuti  | Ferruccio Benvenuti | 1 013   | 11,45   | 320                 | 3,81  | –     |       |
| Seggio di coalizione                   | Seggio di coalizione           | Seggio di coalizione | Ferruccio Benvenuti | 1 013   | 11,45   | 1                   |       |       |       |
| Totale liste                           | Ferruccio Benvenuti            | Ferruccio Benvenuti  | Ferruccio Benvenuti | 1 013   | 11,45   | 1 011               | 12,04 | –     |       |
|                                        | Marcella Palombaro             | Marcella Palombaro   | Marcella Palombaro  | 733     | 8,28    | Movimento 5 Stelle  | 702   | 8,36  | –     |
| Totale                                 | Totale                         | 6 713                | 100                 | 8 850   | 100     |                     | 8 400 | 100   | 16    |
|                                        |                                |                      |                     |         |         |                     |       |       |       |
| Schede bianche                         | Schede bianche                 | 49                   | 0,70                | 109     | 1,18    |                     |       |       |       |
| Schede nulle                           | Schede nulle                   | 204                  | 2,93                | 306     | 3,30    |                     |       |       |       |
| Votanti                                | Votanti                        | 6 966                | 53,50               | 9 265   | 71,16   |                     |       |       |       |
| Elettori                               | Elettori                       | 13 020               |                     | 13 020  |         |                     |       |       |       |
|                                        |                                |                      |                     |         |         |                     |       |       |       |
| Fonte: Ministero dell'interno          |                                |                      |                     |         |         |                     |       |       |       |